# Adrian Smith + Gordon Gill Architecture
Adrian Smith + Gordon Gill Architecture (AS+GG) is een Amerikaans architectenbureau en ontwerpbureau gevestigd in Chicago, dat zich bezighoudt met het ontwerp en de ontwikkeling van energie-efficiënte en duurzame architectuur. AS+GG ontwerpt gebouwen, steden, masterplannen en onderdelen daarvan, voor een internationale klantenkring, met projecten over de hele wereld. De primaire toepassingen van deze ontwerpen zijn burgerlijk, commercieel, cultureel, horeca, residentieel en gemengd gebruik. AS+GG is ook gespecialiseerd in superhoge wolkenkrabbers, zoals de Jeddah Tower, die na voltooiing de Burj Khalifa zal overtreffen als 's werelds hoogste gebouw. 
AS+GG werd in 2006 in Chicago opgericht door Adrian Smith, Gordon Gill en Robert Forest nadat ze het kantoor van Skidmore, Owings & Merrill LLP (SOM) in Chicago hadden verlaten. Met hun ervaring op grote projecten voor gemengd gebruik richt AS+GG zich op het ontwerpen van hoogwaardige, energie-efficiënte en duurzame architectuur op internationale schaal. Het vertrek van Adrian Smith bij SOM werd breed uitgemeten. Op het moment van zijn vertrek had Smith verschillende projecten die nog in aanbouw waren en die waren ontworpen terwijl hij bij SOM werkte, waaronder de Burj Khalifa in Dubai, de Broadgate Tower in Londen en de Trump International Hotel and Tower in Chicago, en samen met Gordon Gill en Robert Forest het Nanjing Greenland Financial Center in Nanjing. Gill, terwijl hij bij SOM was, ontwierp het bekroonde Virginia Beach Convention Center in Virginia Beach. Gill en Forest ontwierpen bij SOM de Pearl River Tower in Guangzhou.
Adrian Smith + Gordon Gill Architecture (AS+GG) is sinds de oprichting in november 2006 aanzienlijk gegroeid van slechts 7 werknemers tot 200 werknemers in 2009. In latere jaren halveerde het personeelsaantal terug.
Het bedrijf concurreert met Atkins, Foster + Partners, Kohn Pedersen Fox en Skidmore Owings & Merrill. Tot de ontwerpen van het bureau behoren 220 Central Park South (2019), 111 West 57th Street (2020) en Central Park Tower (2021) in New York, Wuhan Greenland Center (2023) in Wuhan en Jeddah Tower (in aanbouw) in Djedda.